# Românii de la est de Nistru

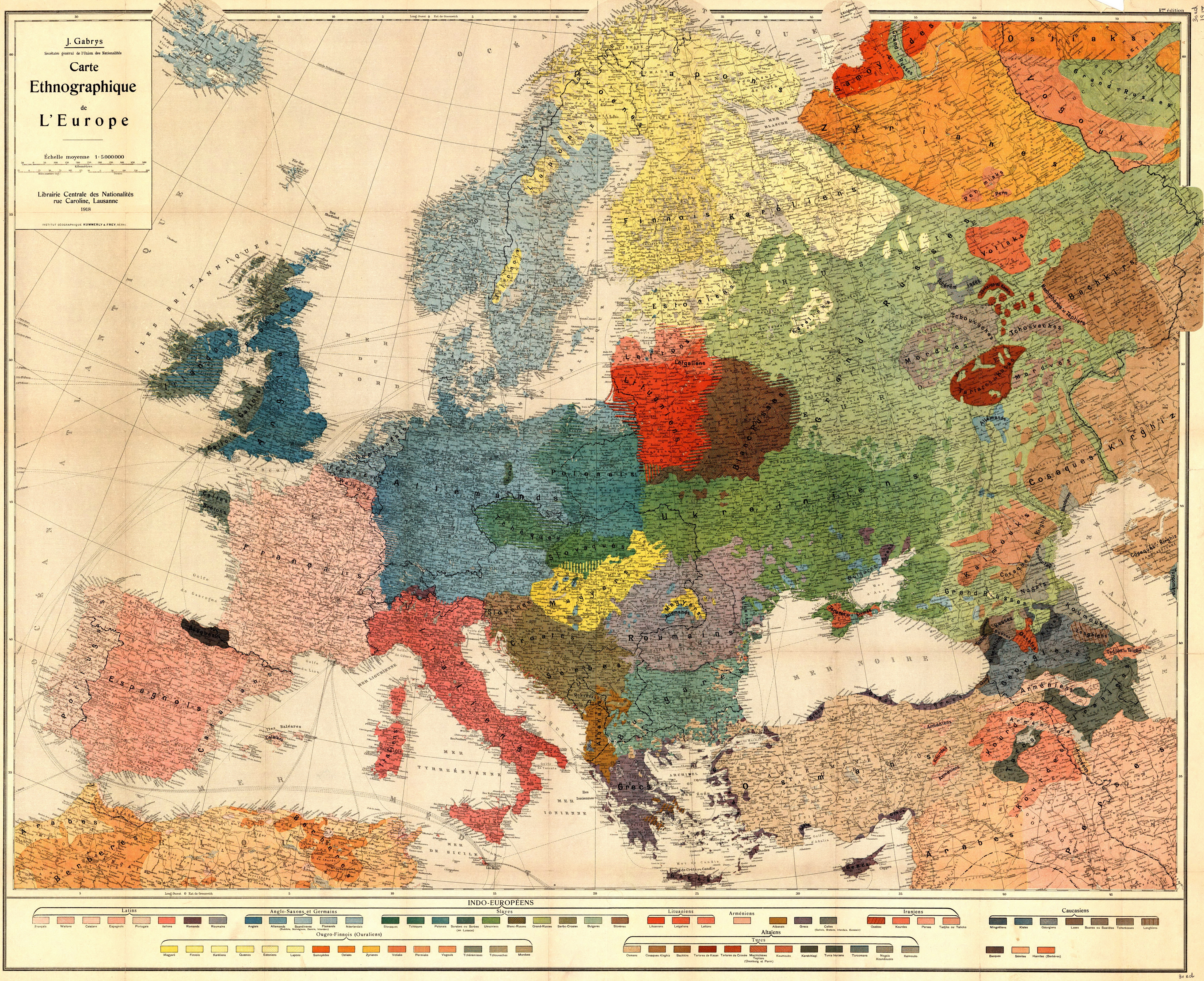
Harta etnică a Europei în 1918; sunt observabile comunitățile românești (marcate cu mov) de la est de Nistru

Românii de la est de Nistru constituie un areal etno-lingvistic care cuprinde estul Republicii Moldova, Ucraina centrală și estică, Rusia, Belarus, statele din Caucaz și Asia Centrală. Datorită localizării lor la est de râul Nistru (destul de neobișnuită pentru restul românilor care trăiesc la vest de Nistru), aceștia sunt numiți uneori români transnistreni (exactitatea acestei denumiri este însă discutabilă având în vedere că limita estică a ceea ce numim "Transnistria" este greu de definit, uneori fiind vorba doar de frontiera moldo-ucraineană răsăriteană, alteori de limita răsăriteană a Guvernământului Transnistriei, alteori limita estică pur și simplu nu este precizată). 
Datorită puternicei dispersări teritoriale este greu de stabilit numărul exact al acestora, însă rezultatele recensămintelor din aceste state însumează mai multe sute de mii de persoane.

## Origini și identitate

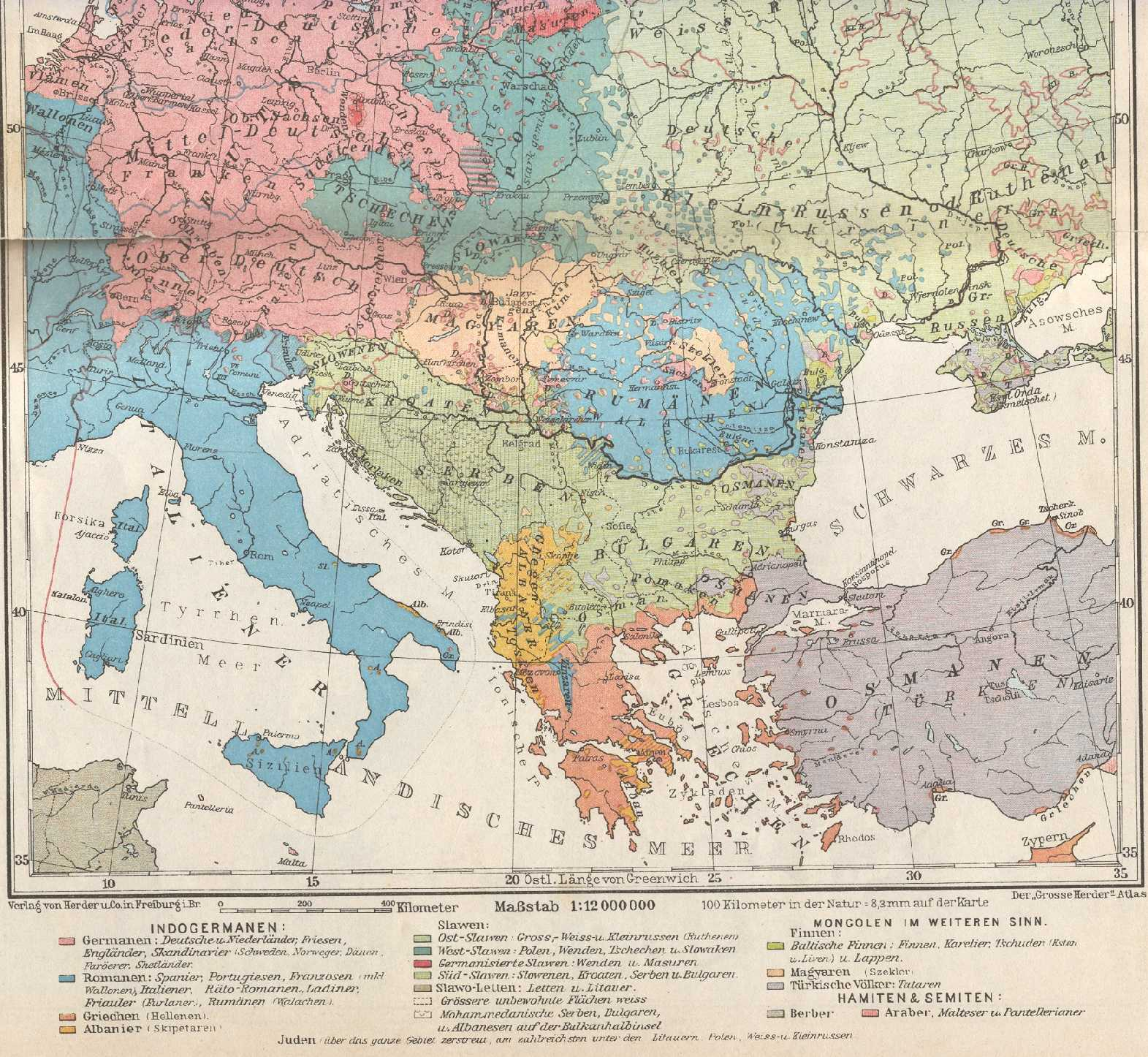
Harta etnică a Europei Centrale la 1932, inclusiv fostele comunități românești la est de Nistru.

Majoritatea românilor transnistreni sunt originari din Principatul Moldovei, prezența lor datând încă din Evul Mediu. Moldovenii sosiți aici în secolul XVIII provin în general din Ținutul Iașului, cei sosiți în secolul XIX provin din Basarabia. În Transnistria trăiesc și români originari din Banat și Crișana (care i-au însoțit pe sârbii care s-au așezat în regiunile denumite "Noua Serbie" și "Slavo-Serbia"), precum și din Ardeal (păstori mocani din preajma Sibiului) . Aceste grupuri au fost asimilate de către moldovenii conlocuitori, definindu-se astăzi drept "moldoveni". Românii de la est de Nistru vorbesc graiul moldovenesc al limbii române.

## Istorie
Românii  transnistreni au o origine complexă. Unii sunt autohtoni, în special cei din imediata apropiere a Nistrului. De-asemenea există în jurul râului Don colonii efectuate în timpul domniei lui Dimitrie Cantemir sau în Nord-Est colonii realizate în secolele XIV-XVI. Românii din Asia centrală și Siberia sunt urmași ai deportaților și a prizonierilor de război. Românii din Belarus fac parte din diaspora modernă, și nu istorică ca și ceilalți români din regiunile de la est de Nistru.

## Populația pe state și spații geografice

### Republica Moldova
Republica Moldova
Unitățile Administrativ-Teritoriale din Stînga Nistrului ale Republicii Moldova sunt locuite de români transnistreni și incluse în arealul etno-lingvistic al românilor transnistreni. Cea mai mare parte a teritoriului aceste formațiuni administrativ-teritoriale este sub controlul separatiștilor transnistreni.

### Ucraina
Ucraina
Minoritatea românească din Ucraina este presărata pe tot teritoriul ucrainean, în special în regiunea Odessa , existând comunități românești la est de râul Nipru , și chiar la est de râul Don (ca urmare a colonizărilor realizate în timpul domniei lui Dimitrie Cantemir). Mulți etnici români trăiesc în orașul Balta, orașul Odessa, capitala Kiev și în satele din stepa ucraineană. Remarcabilă este și comunitatea românească din Crimeea . Există de-asemenea și o sectă ortodoxă a românilor transnistreni fondantă de preotul Inochentie Levizor în orașul Balta ce refuză să-și trimită copii la școală, pentru a nu uita limba română, la școală, învățând-o doar pe cea ucraineană.

### Rusia
Rusia
În Rusia, populația românească este prezenta în Moscova și regiunile adiacente (originari din Republica Moldova sau urmași ai deportaților ori ai prizonierilor de război), în Siberia (urmași ai basarabenilor sau nord-bucovinenilor deportați sau ai prizonierilor de război) și în Caucaz (urmași ai țăranilor basarabeni ce au venit după anul 1817 și care au fondat 10 localități în regiune).

### Belarus
Belarus
În Belarus nu există o comunitate româneasca compactă. În această țară locuiesc aproximativ 10 cetățeni români, dintre care majoritatea în Capitală, orașul Minsk. În același timp, la Minsk, funcționează Societatea Culturală Moldova-Belarus, condusă de medicul Valiko Antonina Nikolaevna, care organizează de câteva ori pe an acțiuni culturale.

### Statele Asiei Centrale
Kazahstan
 Kârgâzstan
Românii din Kazahstan  și Kârgâzstan  sunt urmași ai țăranilor ce au emigrat din vremurile țariste și ai deportaților din Basarabia, Bucovina de Nord, Ținutul Herța, Bugeac și ținuturile din stânga Nistrului. Sunt organizați în următoarele asociații: Asociația Româno-Moldovenilor din Kazahstan, Societatea Culturală Română DACIA și Societatea Culturală Română Bucovina. În Kazahstan trăiesc, pe lângă kazahi 102 de naționalități ce beneficiază de  autodeterminare, pe care și-o exercită prin Adunarea Popoarelor din Kazahstan și prin asociații culturale.

### Caucaz
Rusia
 Georgia
 Armenia
 Azerbaidjan
Populația românească din Caucaz este prezentă în 8 localități din cele 10 localități fondate de țărani români după anul 1817  aflate în Caucazul rusesc, raionul Krîmsk, ținutul Krasnodar. Ei formează o enclavă etnică românească în Rusia. A existat o tentativă de aducere în Regatul României la ordinul Mareșalului Ion Antonescu în cel de-al Doilea Război Mondial. În Azerbaijan trăiesc români (urmași ai deportaților din Basarabia, Bugeac, Bucovina de Nord, Herța și Transnistria). Nu există informații despre românii din celelalte statele caucaziene, Armenia și Georgia, fiind, cel mai probabil români emigrați recent și stabiliți în aceste state.

## Personalități
| - Maria Bolbocean - activistă - Nicolae Țurcanu - scriitor, poet și pedagog, fost deținut politic - Inochentie - călugăr ortodox ce a fondat secta inochentiștilor (1875-1918) - Toma Jalbă - reprezentant al românilor transnistreni la Congresul ostașilor moldoveni din octombrie 1917 - Gheorghe Murga - lăutar moldovean - Dănilă Apostol - Hatman al Ucrainei, luptător pentru independența Ucrainei (1727 - 1734) - Alexandru Potcoavă - hatman suprem al cazacilor - Constantin Potcoavă - hatman suprem al cazacilor - Petre Lungu - hatman suprem al cazacilor - Petre Cazacu - hatman suprem al cazacilor - Ion Grigore Lobodă - hatman suprem al cazacilor - Tihon Baibuza - hatman suprem al cazacilor - Samoilă Chișcă - hatman suprem al cazacilor - Ion Sârcu - hatman suprem al cazacilor - Opară - hatman suprem al cazacilor - Trofim Voloșanin (Românul) - hatman suprem al cazacilor - Ion Șărpilă - hatman suprem al cazacilor - Timotei Sgură - hatman suprem al cazacilor - Dumitru Hunu - hatman suprem al cazacilor - Toader Lobădă - polcovnic al cazacilor din Pereiaslav - Martin Pușcariu - polcovnic al cazacilor din Poltava - Burlă - polcovnic al cazacilor din Gdansk - Pavel Apostol - polcovnic al cazacilor din Mirgorod - Eremie Gânju - polcovnic al cazacilor din Uman - Dimitrie Băncescu - polcovnic al cazacilor din Uman - Dumitrașcu Raicea - polcovnic al cazacilor din Pereiaslav - Varlam Buhățel - comandant, polcovnic al cazacilor - Grigore Gămălie - polcovnic al cazacilor din Lubensc - Grigore Cristofor polcovnic al cazacilor - Ion Ursu - polcovnic al cazacilor din Rașcov - Petru Apostol - polcovnic al cazacilor din Lubensc | - Mihail Frunză - militar sovietic - Alexandru Marinescu - căpitan sovietic - Țopa - comandant de unități căzăcești - Scapă - comandant de unități căzăcești - Țăranul - comandant de unități căzăcești - Moldovan - comandant de unitați căzăcești - Munteanu - comandant de unități căzăcești - Procopie - comandant de unități căzăcești - Desălagă - comandant de unități căzăcești - Drăgan - comandant de unități căzăcești - Gologan - comandant de unități căzăcești - Polubotoc - comandant de unități căzăcești - Cociubei - comandant de unitați căzăcești - Turculeț - comandant de unități căzăcești - Chigheci - comandant de unități căzăcești - Grigoraș - comandant de unități căzăcești - Bogdan - comandant de unități căzăcești - Radul - comandant de unități căzăcești - Focșa - comandant de unități căzăcești - Basarab - comandant de unități căzăcești - Grigorcea - comandant de unități căzăcești - Borcea - comandant de unități căzăcești - Ciorbă - comandant de unități căzăcești (general) - Mândra - comandant de unități căzăcești (colonel) - Ghinea - comandant de unități căzăcești (colonel) - Brânca - comandant de unități căzăcești (colonel) - Eleonora Cercavschi - profesoară |

## Galerie de imagini

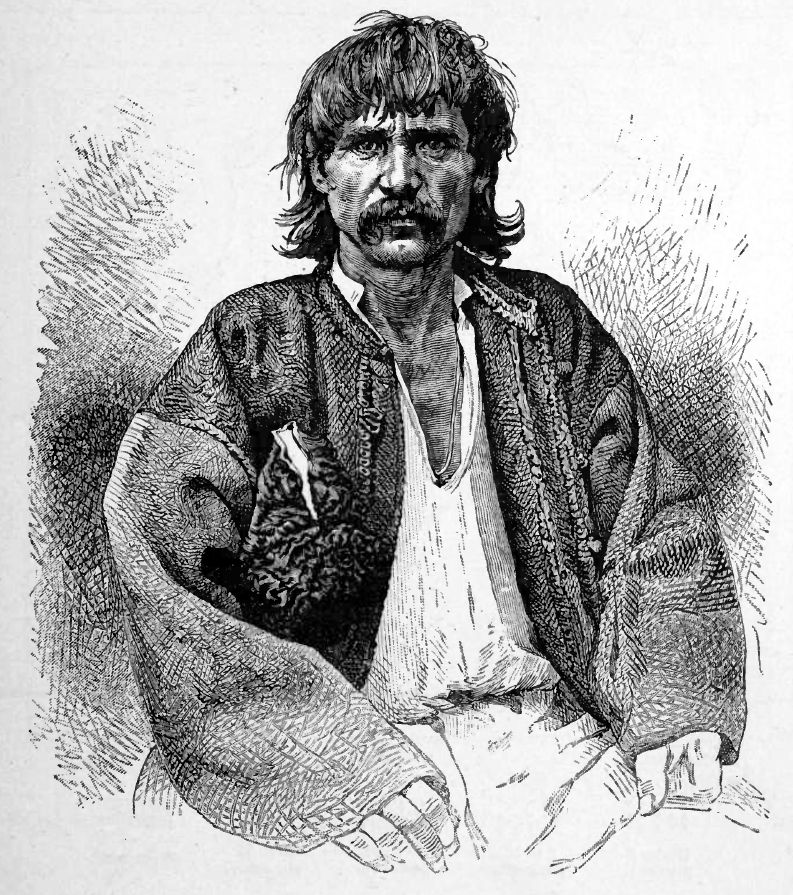
Român din Podolia

Hărți

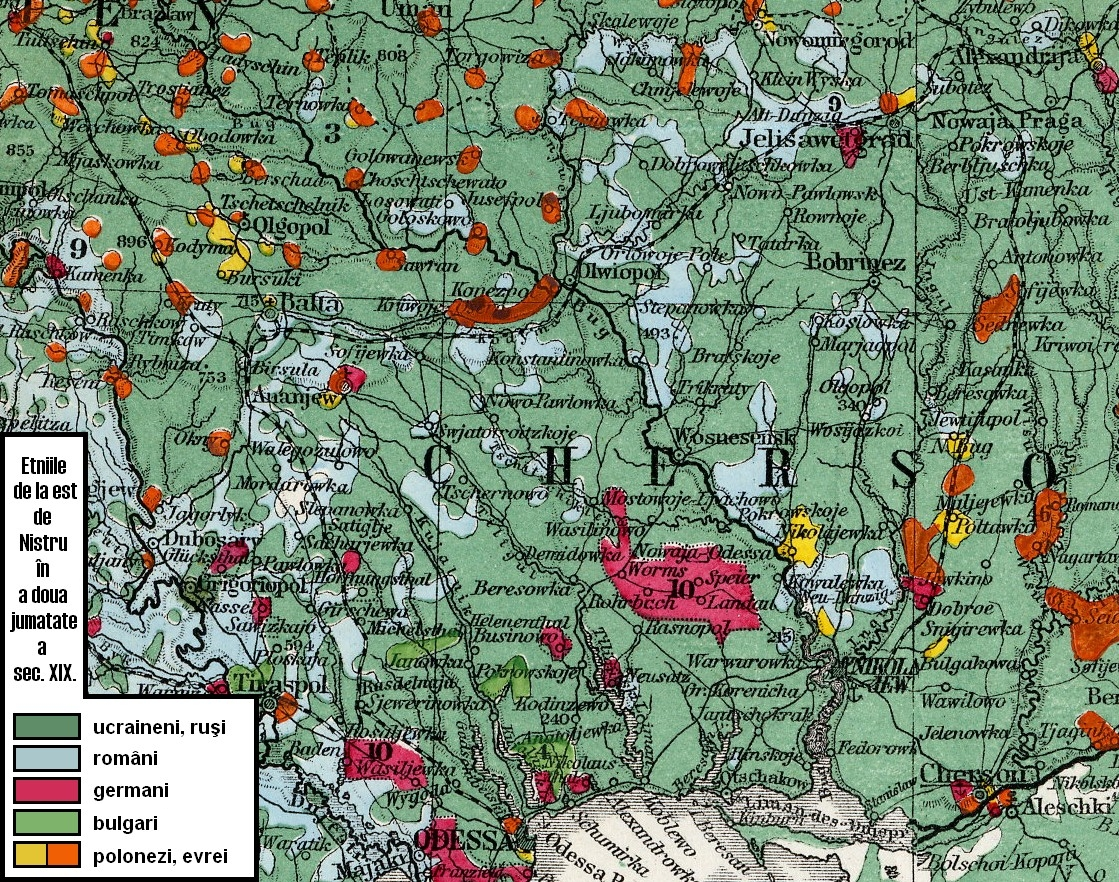
Harta etnică a Transnistriei (cca. 1870)
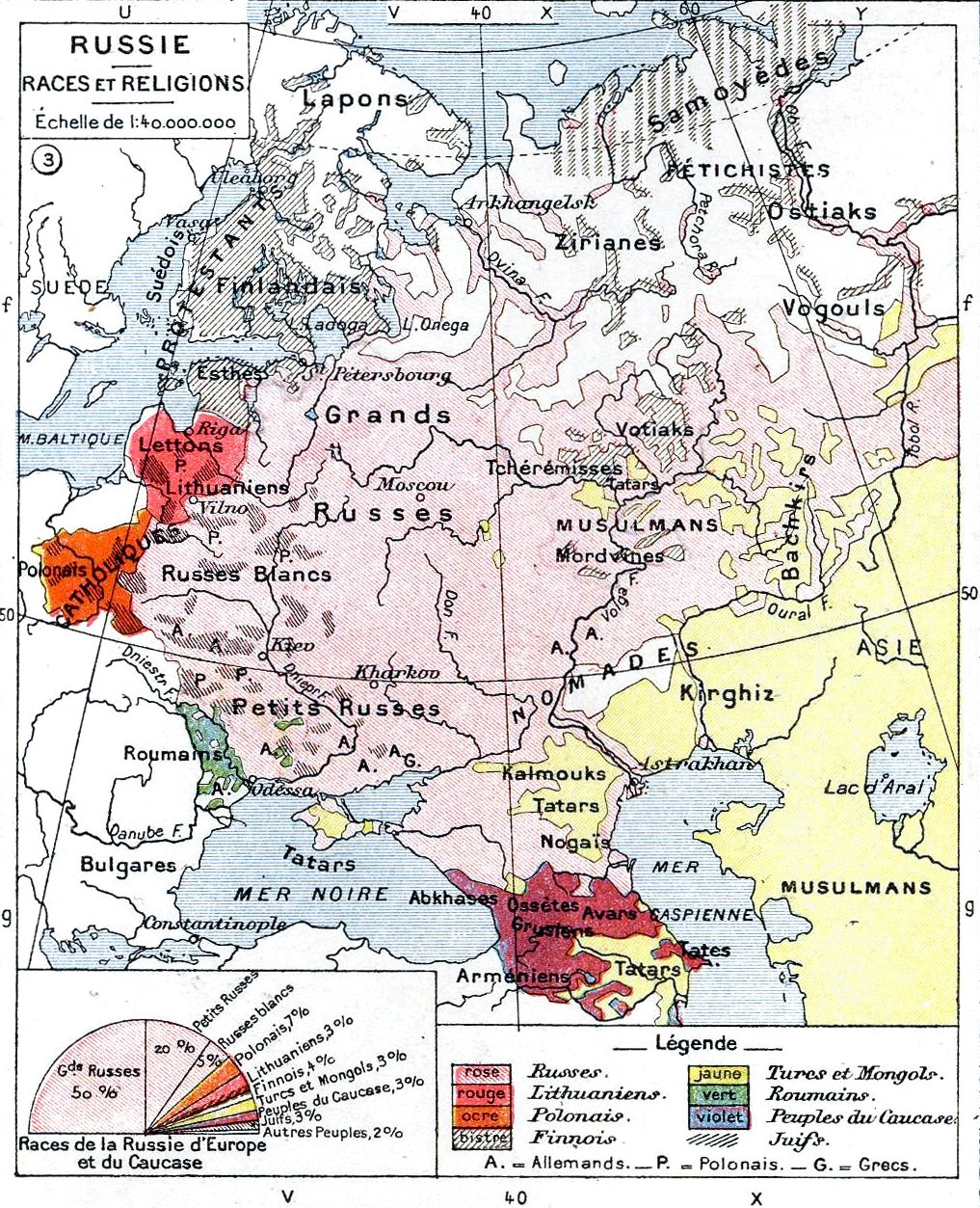
Harta etnică a Rusiei europene (1898) cu menționarea românilor dintre Bug și Nipru
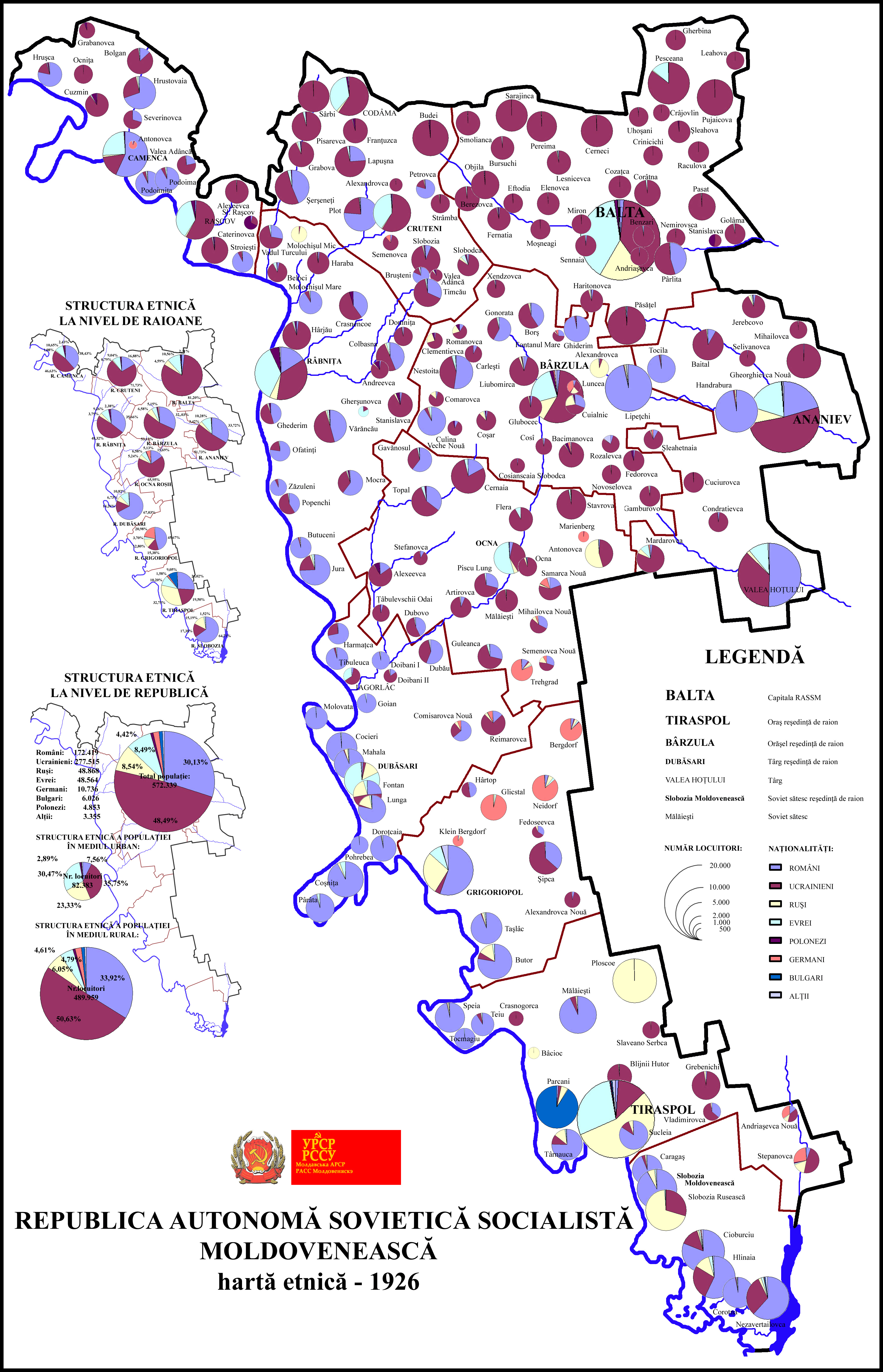
Harta etnică a RASSM (1926)
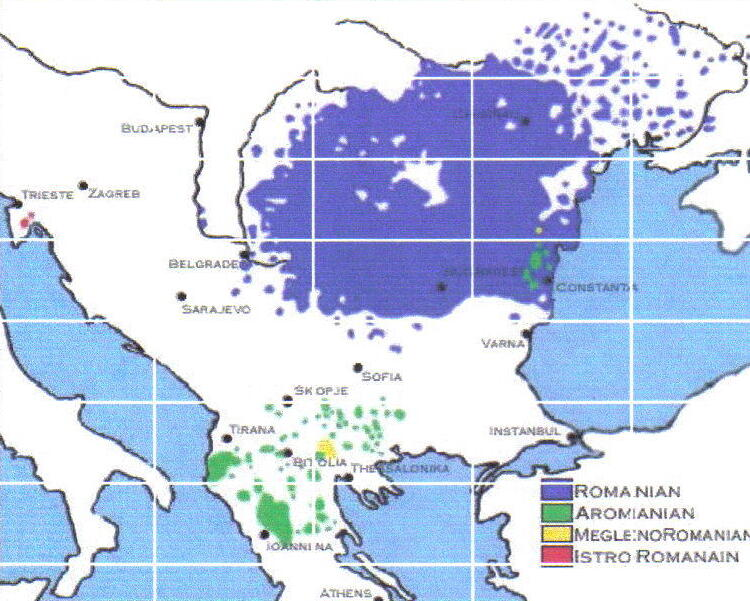
Hartă etnică a românilor din 1934.
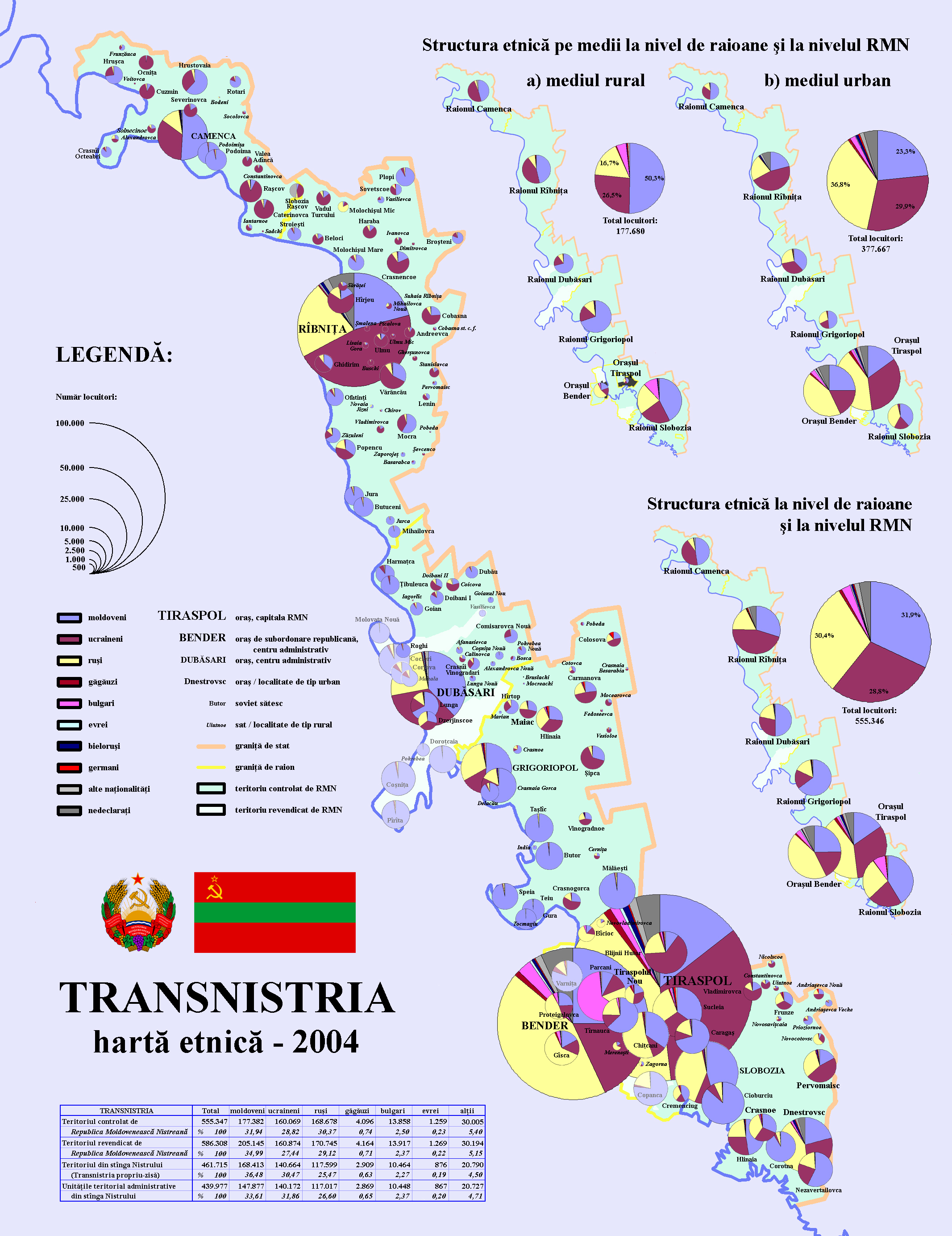
Harta etnică a Transnistriei (recensământul din 2004)
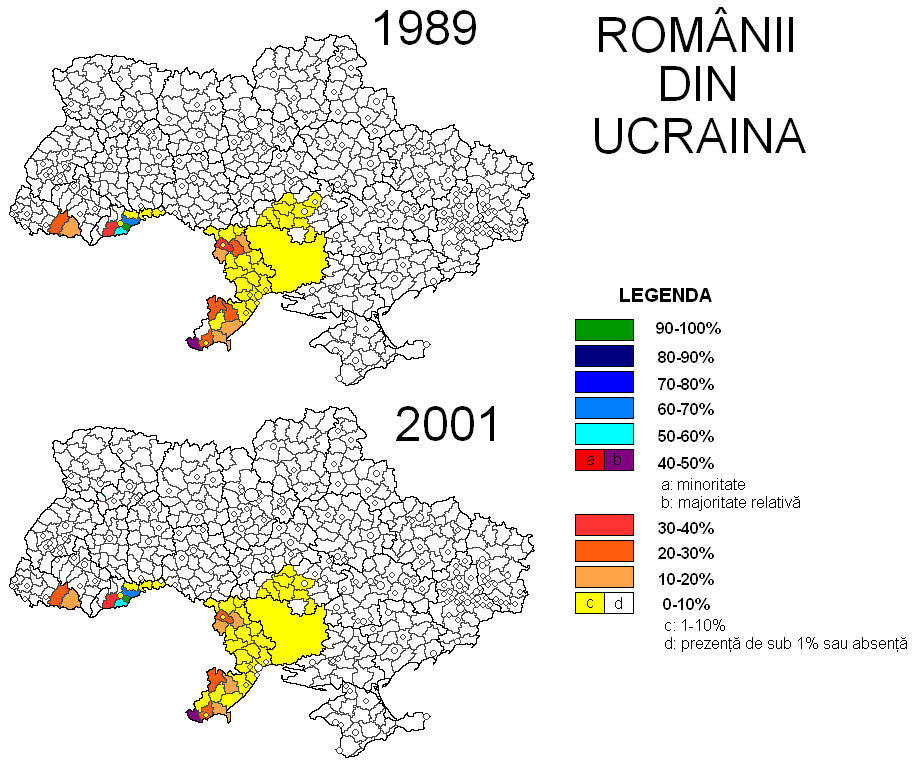
Hartă cu rezultatele comparative ale comunităților românești din Ucraina pentru anii 1989 și 2001.